# Andělská Hora (okres Karlovy Vary)
Andělská Hora (německy Engelhaus) je obec v okrese Karlovy Vary v Karlovarském kraji. Leží deset kilometrů východně od Karlových Varů při silnici I/6 (E48) v nadmořské výšce 665 metrů. Žije v ní 402 obyvatel. Část správního území obce leží v chráněné krajinné oblasti Slavkovský les.

## Název
Vesnice svůj název přejala od staršího hradu. V historických pramenech se jméno objevuje ve tvarech: Engelstadt (1497), Andiělska hora (1518, nejstarší doklad českého názvu na Klaudiánově mapě), Engelšpurk (1522), na Andielske horze (1546), k Andielsky horze (1567), Engelhaus a Angelska Hora (1785) a Engelhaus, Engelsburg nebo Engelstadt (1847). V latinských textech byl používán také tvar Angelodomus.

## Historie
Městečko Andělská Hora vzniklo za Jindřicha III. z Plavna v roce 1488 při úpatí kuželovitého kopce s hradem téhož jména (připomínaným již v roce 1402). V roce 1490 již mělo vlastní kostel Zjevení svatého Michaela archanděla. Dne 17. června 1497 bylo městečko povýšeno na město a získalo městský znak. Podle farnosti spadalo pod Olšová Vrata a také pod Sedlečko. Kvetl zde obchod i řemesla a dařilo se zemědělství. Důkazem prosperující činnosti bylo zavedení trhů, od roku 1500 výročních a od 1571 čtvrtletních. Na konci středověku mělo město 134 domů a téměř osm set obyvatel.
Městu se nevyhnuly rány osudu. V roce 1608 bylo postiženo morem a zemřelo 73 obyvatel. Později jej potkaly tři ničivé požáry: jeden v roce 1641, kdy vyhořel kostel; druhý v roce 1718, který postihl obec a zcela zničil hrad; třetí pak v roce 1887, kdy město zcela lehlo popelem. Největší ničení však přišlo v době třicetileté války, kdy Švédové roku 1635 město i hrad vyplenili.
Časem bylo mnoho domů postaveno z kamene hradu a město znovu prosperovalo. V roce 1806 mělo podle kroniky na třicet řemesel, o dvacet let později jich už bylo osmdesát. Další zaměstnanost ovlivnil rozvoj a potřeby blízkého lázeňského města Karlových Varů. V letech 1720–1790 zaznamenává městečko maximální rozkvět. V tomto období zde žilo kolem 2000 obyvatel. V roce 1848 bylo město součástí panství Kysibl, a tím spadalo pod Loketský kraj.
Koncem 18. století se město stalo oblíbeným výletním místem karlovarských rodin i hostů lázní. Tuto tradicí započal básník Johann Wolfgang Goethe. Roku 1786 zde se skupinou přátel oslavil své 37. narozeniny.
V roce 1938 v rámci násilného připojení pohraničí k Německu byl statut města zrušen. Po druhé světové válce bylo původní obyvatelstvo vysídleno, což se časem projevilo i úbytkem domů, který již nebyl nahrazen. Po roce 1989 nastala v obci stavební aktivita. Území obce bylo rozšířeno pro výstavbu rodinných domků a v některých případech byla povolena přestavba chat na domy k trvalému bydlení. V roce 1991 se obec stala samostatným subjektem.

## Obyvatelstvo
Při sčítání lidu v roce 1921 ve vsi žilo 777 obyvatel (z toho 353 mužů), z nichž byl jeden Čechoslovák, 768 Němců a osm cizinců. Kromě jedenácti evangelíků a jednoho žida se hlásili k římskokatolické církvi. Podle sčítání lidu z roku 1930 měla vesnice 792 obyvatel: pět Čechoslováků, 783 Němců a čtyři cizince. Až na sedm evangelíků, jednoho žida a deset lidí bez vyznání byli římskými katolíky.
| Rok            | 1869  | 1880 | 1890 | 1900 | 1910 | 1921 | 1930 | 1950 | 1961 | 1970 | 1980 | 1991 | 2001 | 2011 | 2021 |
| -------------- | ----- | ---- | ---- | ---- | ---- | ---- | ---- | ---- | ---- | ---- | ---- | ---- | ---- | ---- | ---- |
| Počet obyvatel | 1 002 | 935  | 974  | 953  | 901  | 777  | 792  | 221  | 287  | 229  | 215  | 165  | 191  | 294  | 390  |
| Počet domů     | 152   | 153  | 134  | 134  | 134  | 133  | 136  | 80   | 70   | 61   | 55   | 56   | 66   | 97   | 114  |

## Obecní správa
Mezi lety 1850–1975 byla Andělská Hora obcí v okrese Karlovy Vary (1850–1930), posléze v okrese Karlovy Vary-okolí (1950) a později opět v okrese Karlovy Vary. Od 1. července 1975 do 23. listopadu 1990 patřila jako část statutárního města ke Karlovým Varům a od 24. listopadu 1990 je opět samostatnou obcí.

### Obecní symboly
Znak a vlajka byly obci uděleny rozhodnutím předsedy Poslanecké sněmovny Parlamentu České republiky dne 4. března 2014.

#### Znak
Obec má dva znaky, což není častý jev. Původní znak, při příležitosti povýšení na město, udělil 17. června 1497 Jindřich IV. z Plavna[zdroj?]. Druhý získala obec 4. března 2014. Na obou znacích je vyobrazen svatý Archanděl Michael se zvednutou pravicí, ve které drží plamenný meč. Levou rukou se opírá o zlatý štít se třemi menšími štítky, které připomínají zakladatele města pány z Plavna.

## Pamětihodnosti
- Zřícenina hradu Andělská Hora ze 14. století
- Obnovený poutní kostel Nejsvětější Trojice z konce 17. století podle Giovanniho Battisty Alliprandiho[14]
- Kostel Zjevení svatého Michaela archanděla z 15. století
- Před kostel byla umístěna rekonstruovaná socha svatého Jana Nepomuckého pocházející ze zaniklé obce Svatobor. Rekonstrukci provedl v roce 2008 sochař Jan Pekař.
- Zbytky kaple svatého Jana Nepomuckého
- Zaniklou osadu Stichlův mlýn připomíná kaple svaté Panny Marie z roku 1851, rekonstruovaná v roce 2011
- Kaple svaté Ludmily

## Osobnosti
- Franz Anton Leonard Herget (1741–1800), český matematik, inženýr a pedagog

## Fotogalerie

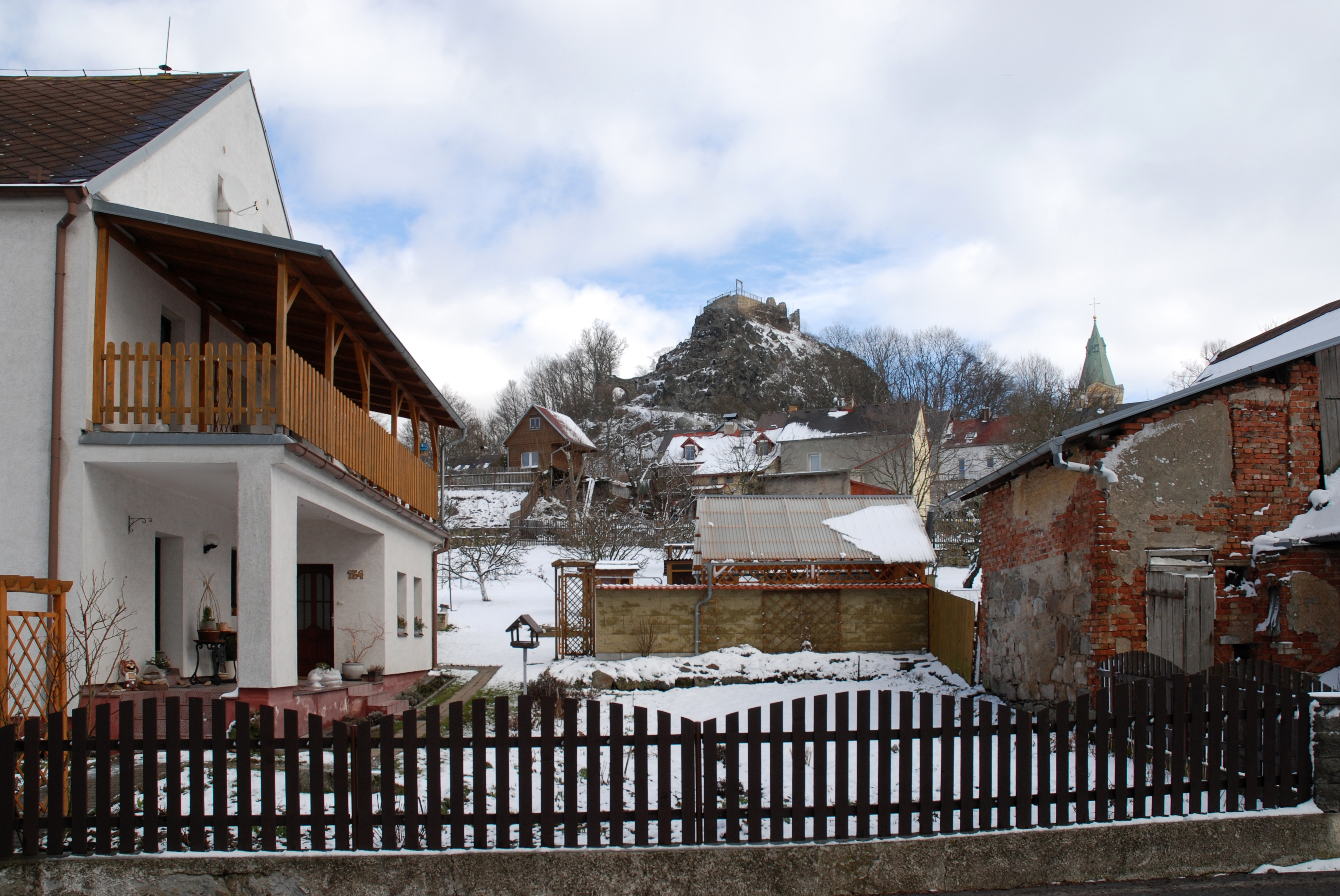
Pohled ze vsi na hrad
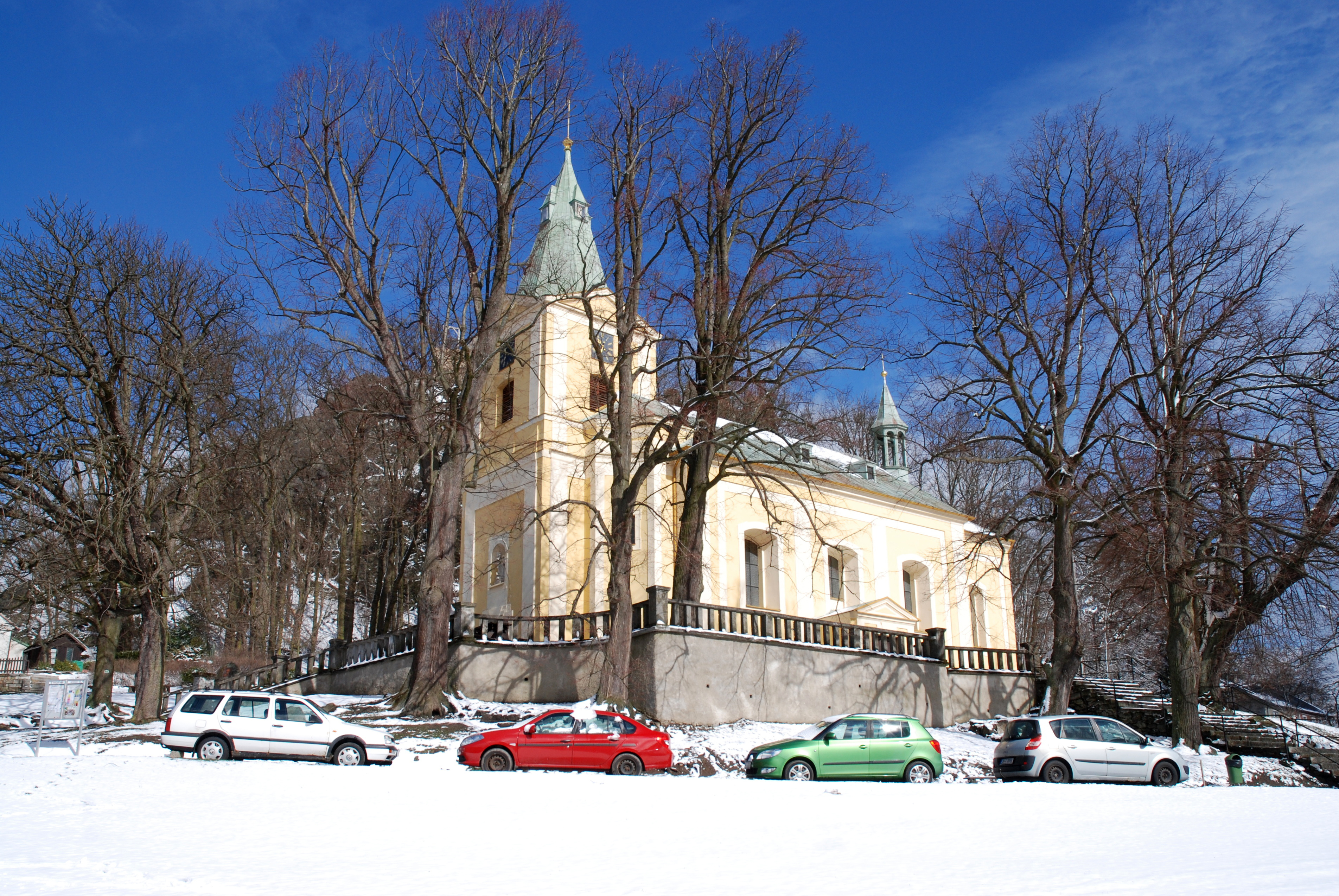
Kostel Zjevení svatého Michaela archanděla
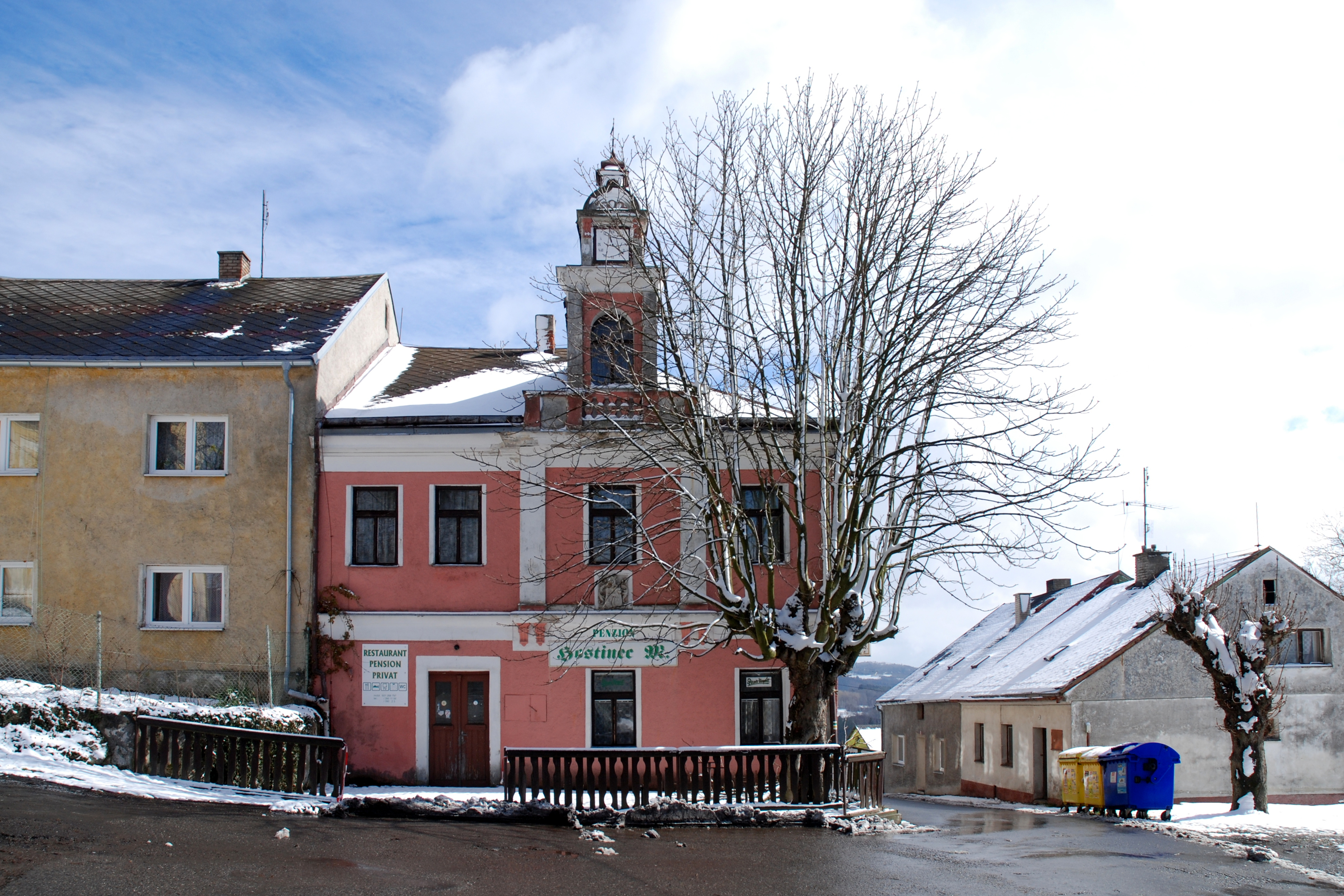
Východní část návsi
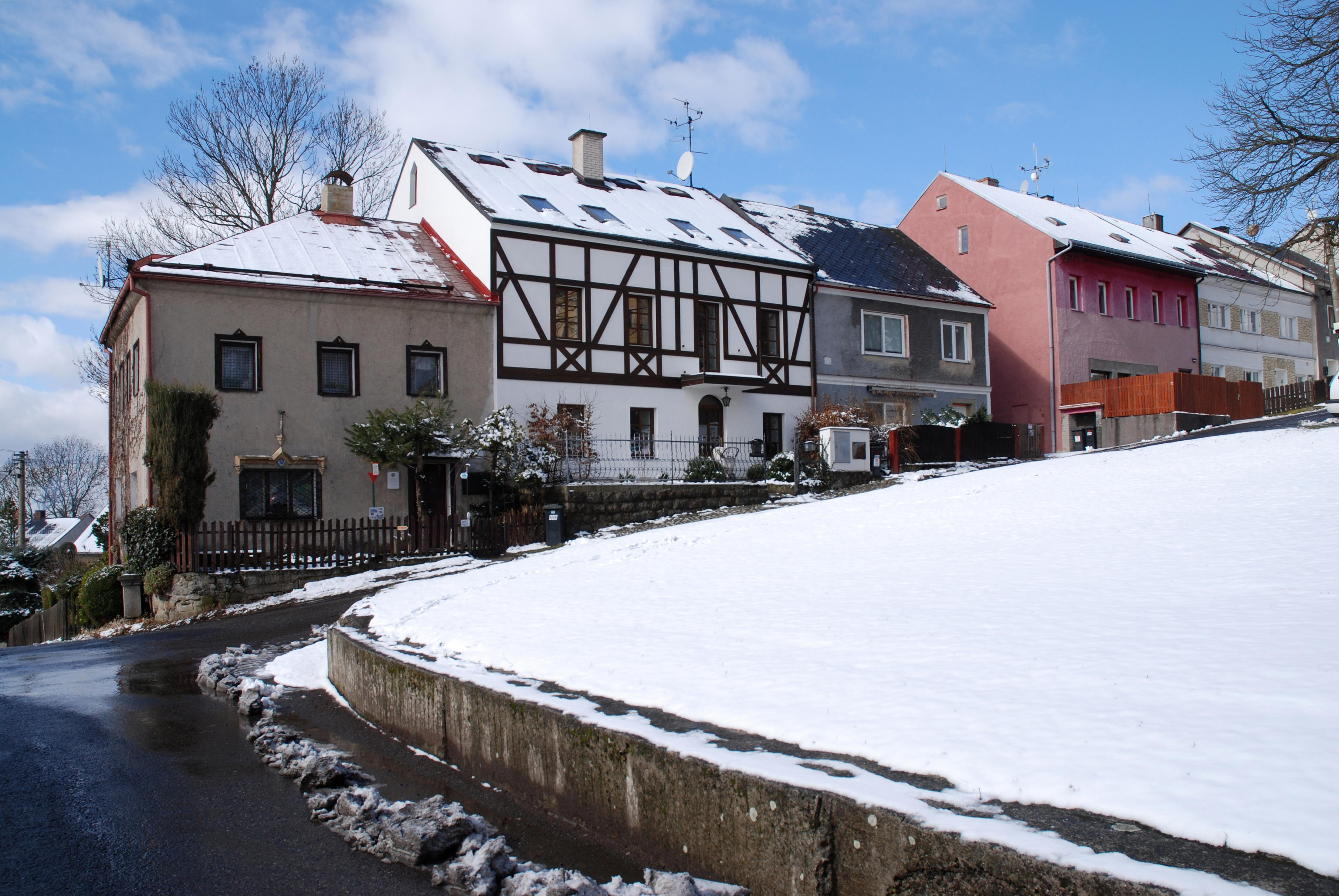
Západní část návsi
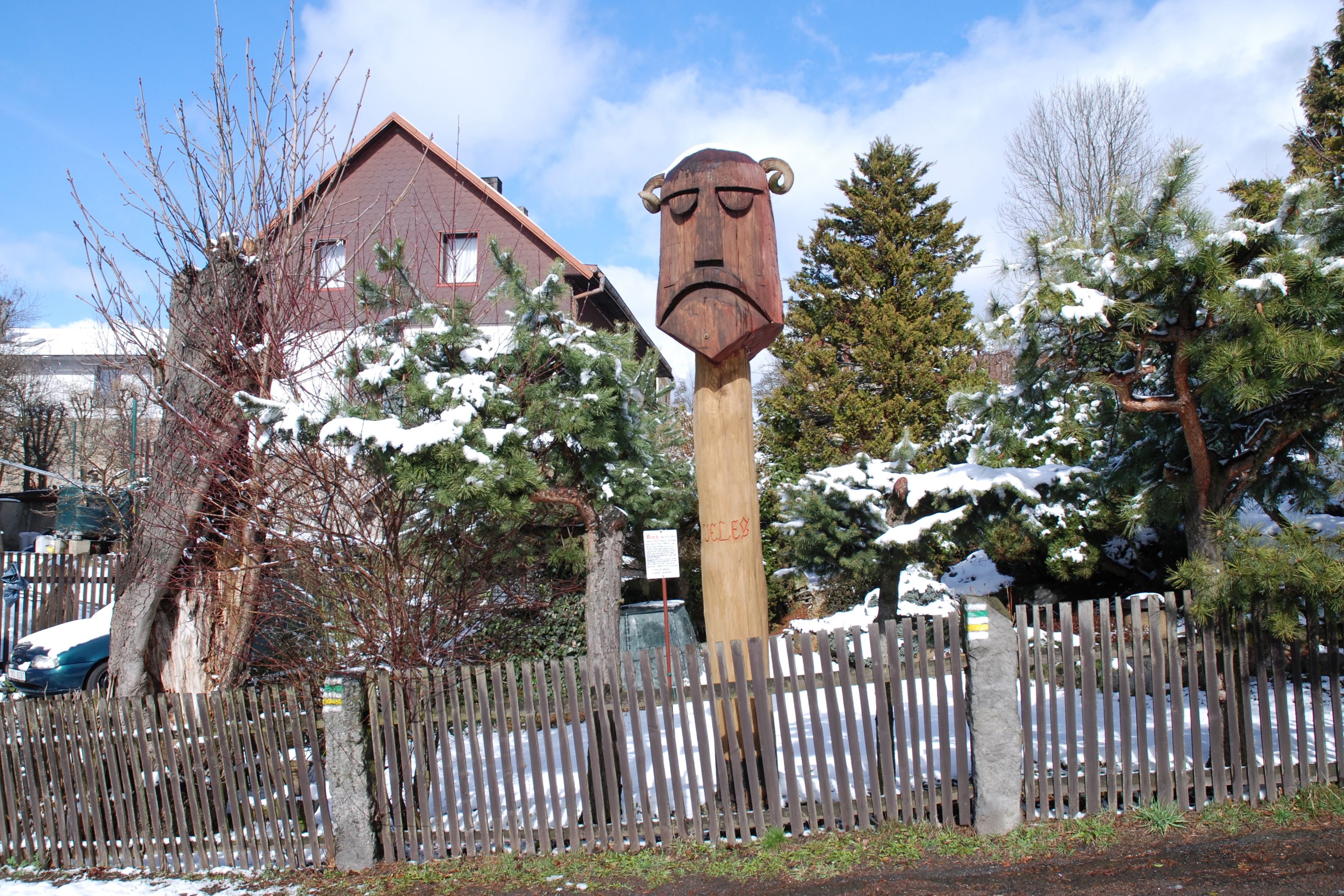
Lidová tvořivost, bůh Veles v zahrádce
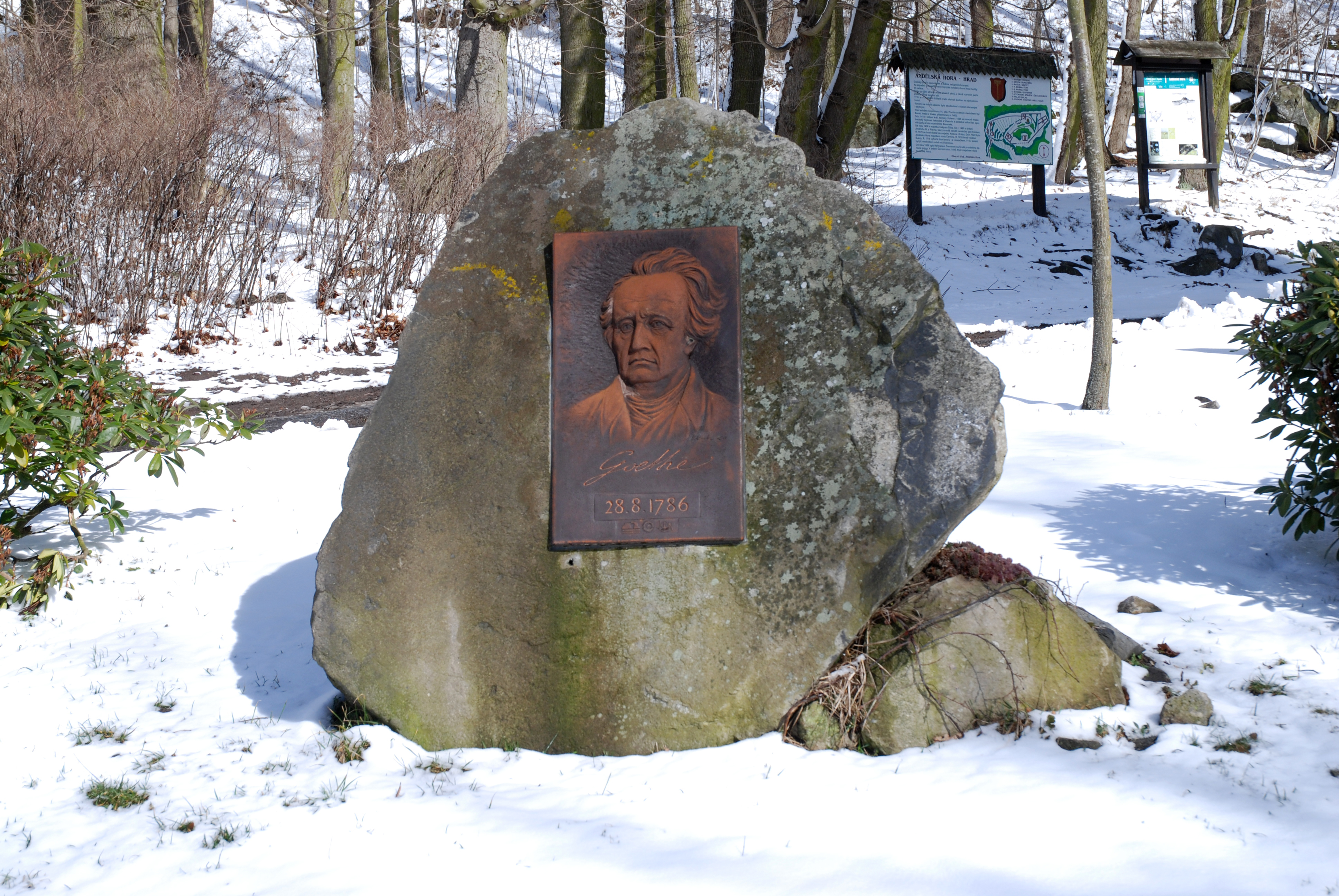
Pamětní deska Johanna Wolfganga Goetheho
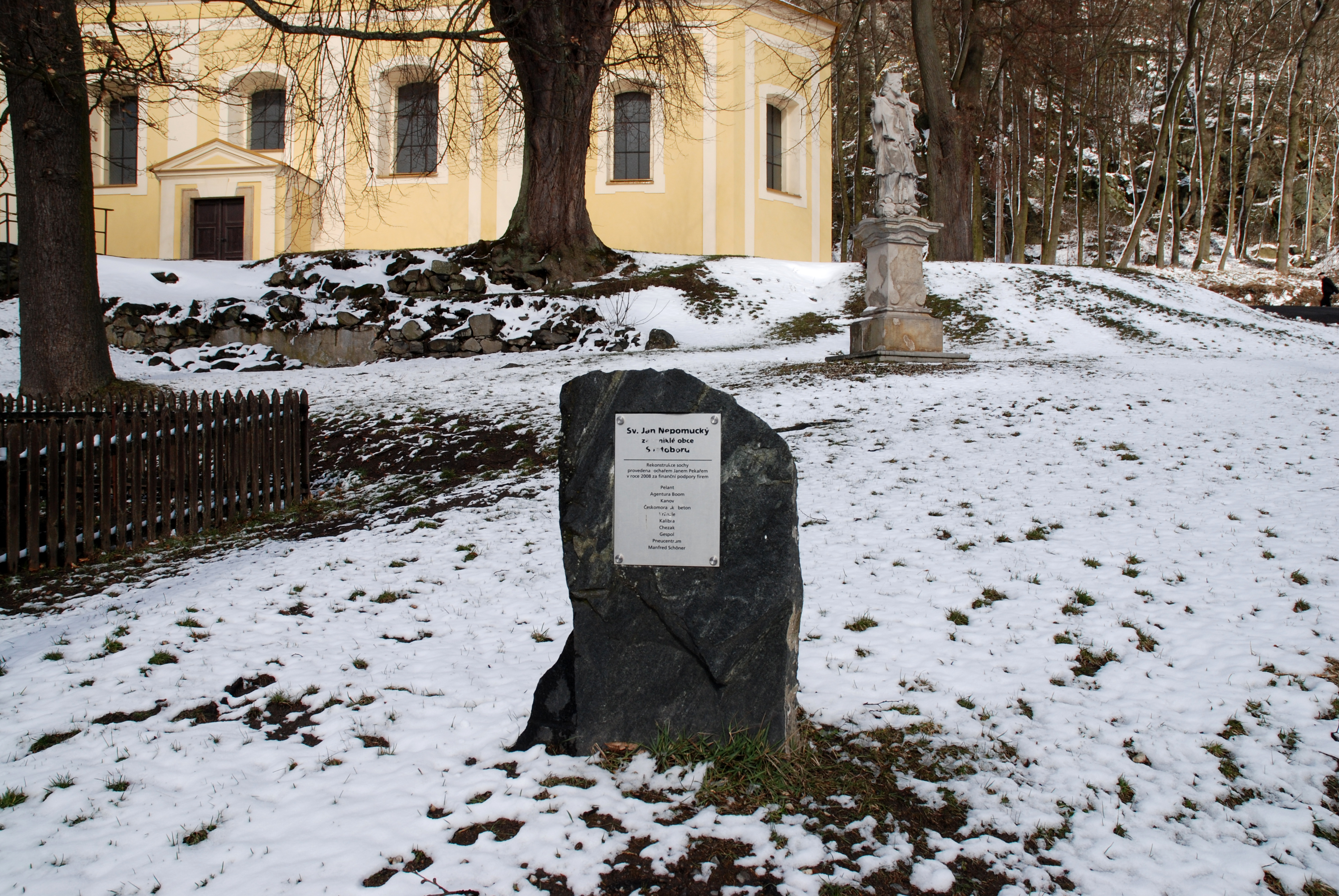
Socha svatého Jana Nepomuckého
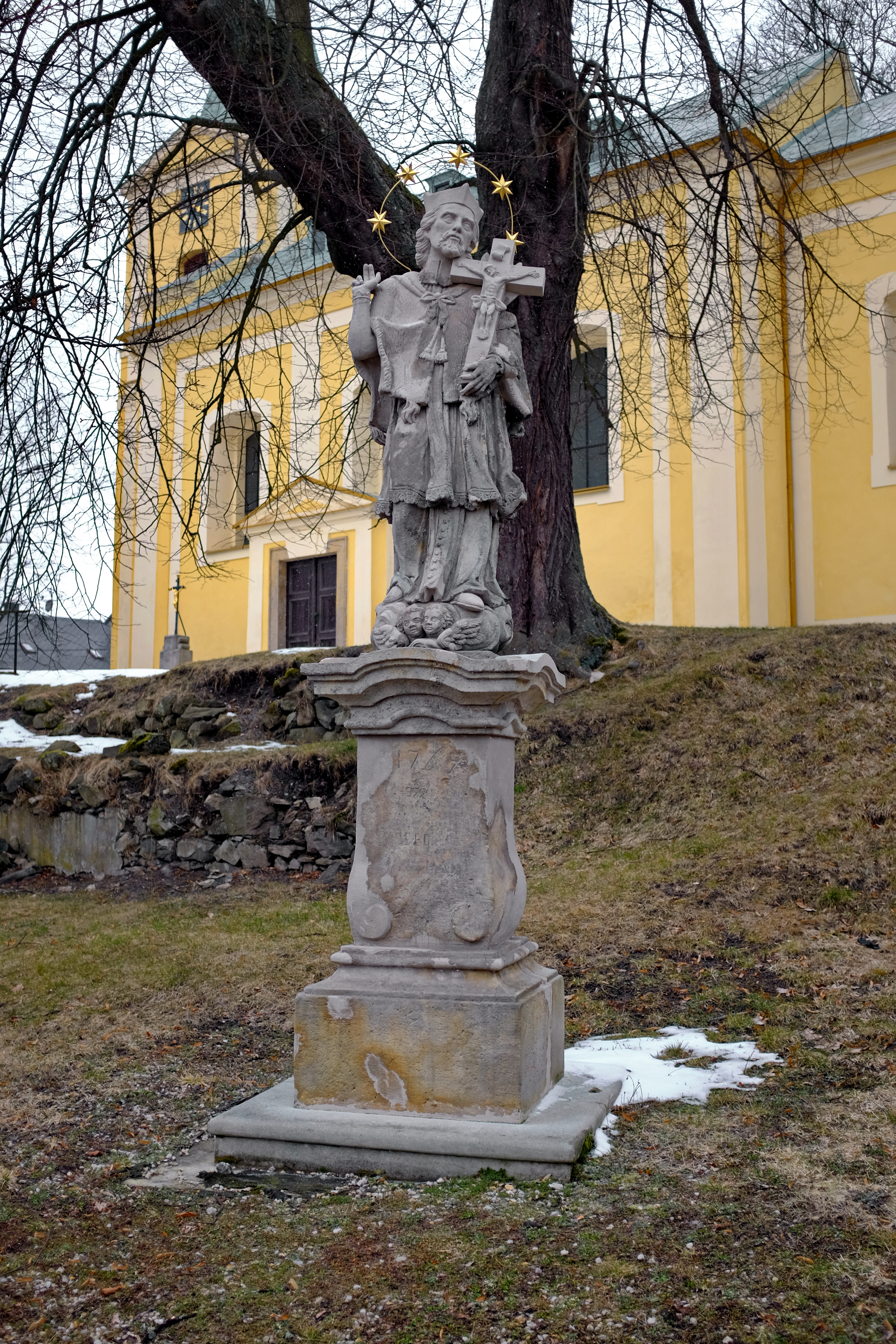
Socha svatého Jana Nepomuckého
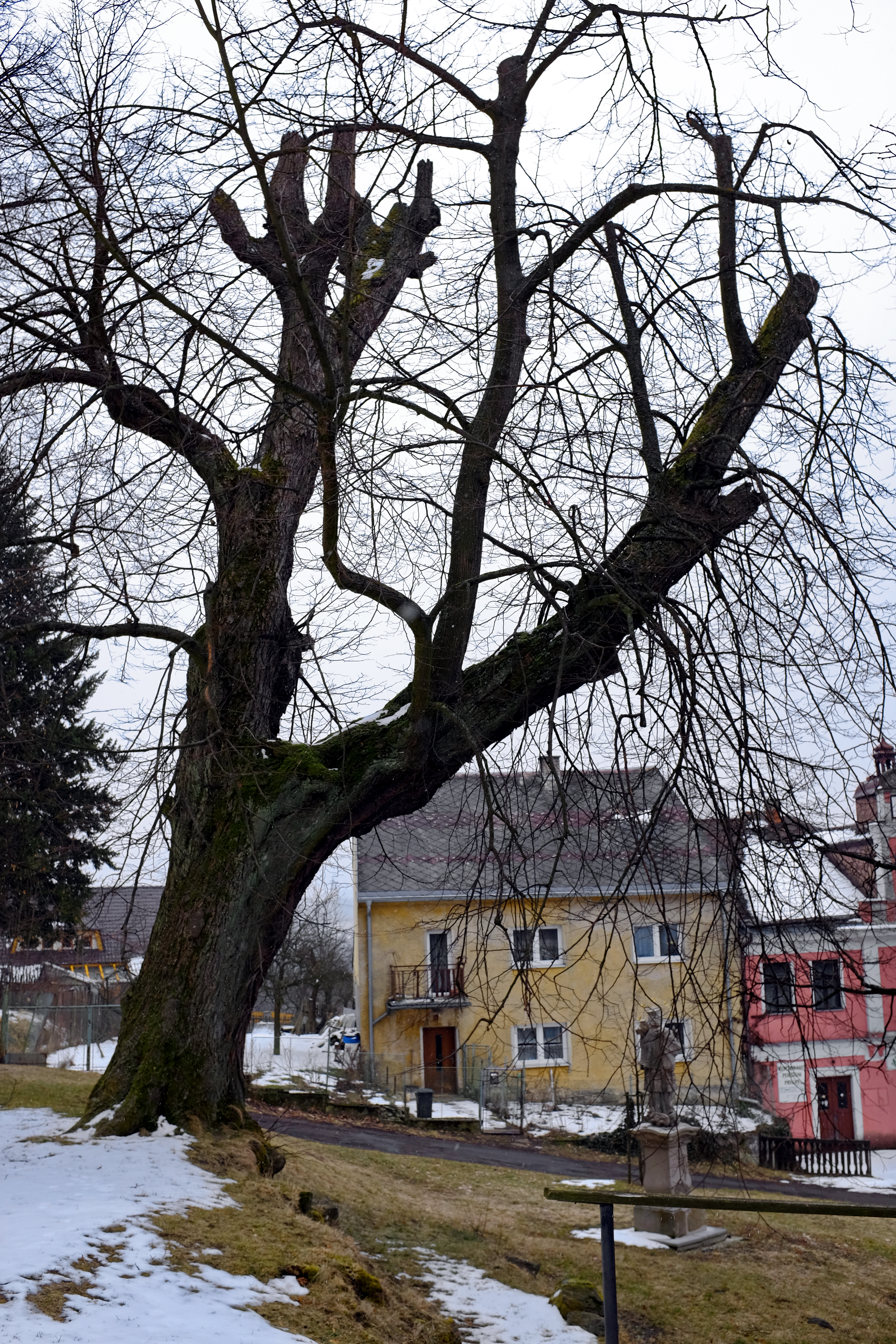
Schillerův dub
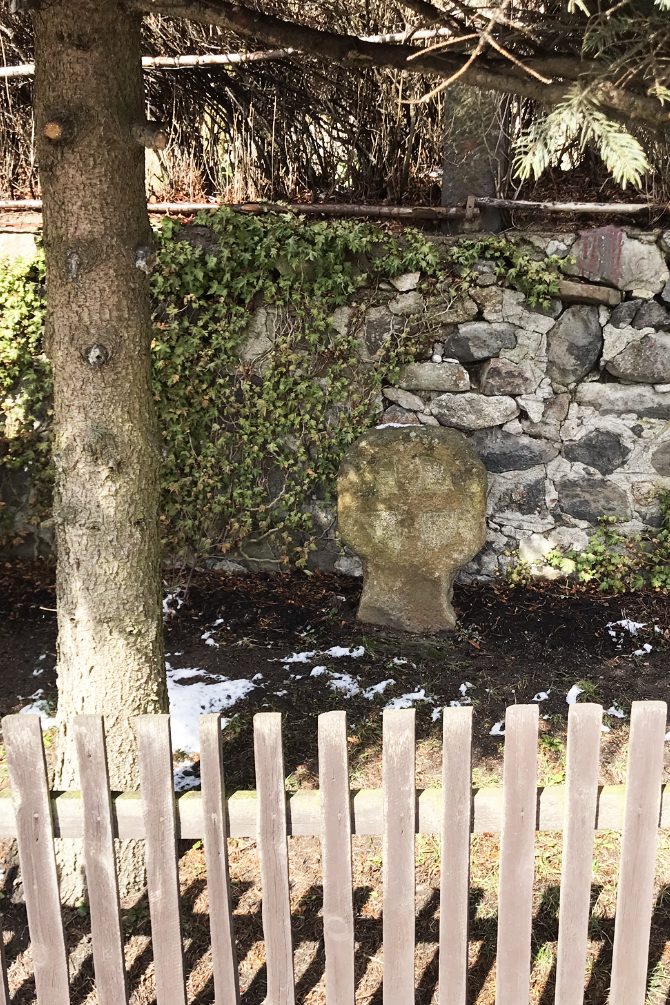
Smírčí kříž v zahrádce